# Antoni Torrens i Gost
Antoni Torrens Gost (Sa Pobla, 29 de gener de 1937) és un farmacèutic, músic i promotor cultural mallorquí.
Es llicencià en Farmàcia el 1963 per la Universitat de Granada. Tornà a Mallorca el 1967 on començà a exercir. Des de 1978 s'estableix a Sa Pobla i funda la Farmàcia Torrens.
Com a músic i promotor cultural, Torrens sol ser l'organitzador dels Foguerons de Sant Antoni al barri de Gràcia a Barcelona des de l'any 1992. És membre organitzador de les Festes de la Mercè de Barcelona, des de 1997. Gràcies a ell, molts de poblers i pobleres es mobilitzen cap a la ciutat comtal per fer participar de les tradicions i cants del poble pobler, sobretot, per què molts poblers estudien a Barcelona.
A Sa Pobla també organitza les torrades de Xeremiers des de 1994 i dels Tradicionarius de les festes de la patrona del poble, Santa Margalida per juliol de cada any.
Fou el fundador de l'associació poblera Albopas i és membre de l'OCB. Entre les seves aficions: la mar, la lectura, la música, la dansa i les festes.
El 16 de gener del 2009, Antoni Torrens Gost fou nomenat Clamater 2009 de les Festes de Sant Antoni. El clamater és la persona que apareix un cop acabades les completes (misses vespre del 16 de gener) per pronunciar el clam ritual "Visca Sant Antoni".

## Premis
- 1996: Premi Ars Magna de la Casa Catalana a Balears.
- 1997: Medalla d'Honor de Barcelona.
- 1998: Escut d'Or de Sa Pobla.
- 1999: Micròfon d'Argent d'Última Hora Ràdio. Premi Miquel Oliver de l'Obra Cultural Balear.